# (523794) 2015 RR245
2015 RR245 es un objeto transneptuniano en el disco disperso. Fue descubierto en febrero de 2016 y tiene una órbita de 700 años.

## Descubrimiento
2015 RR245 fue detectado por primera vez en febrero de 2016 por John J. Kavelaars en imágenes tomadas en septiembre de 2015 por el telescopio del observatorio Canada, Francia, Hawái como parte del programa OSSOS (Outer Solar System Origins Survey). El Minor Planet Center conserva el 9 de septiembre de 2015 como la fecha de la primera observación.

## Características
Parece haber llegado tan cerca del Sol como 34 UA (aún más allá de la órbita de Neptuno), y tan lejos como a 120 UA. Esto hará que su máxima aproximación al Sol (perihelio) sea el 31 de agosto de 2092.